# Eligos

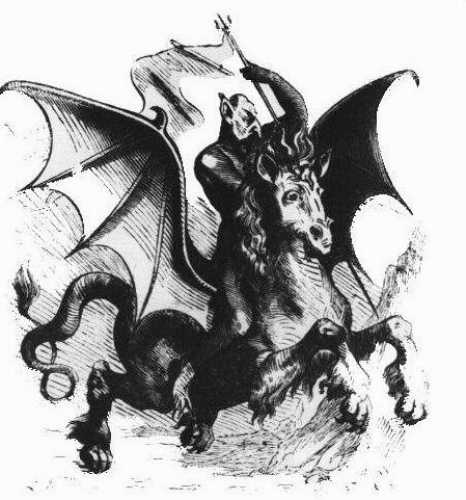
Eligos według Słownika wiedzy tajemnej Collina de Plancy, 1863.

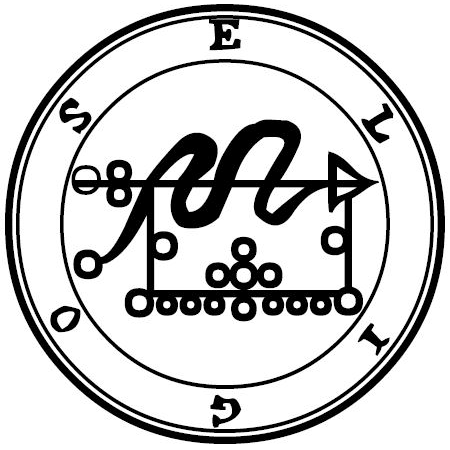
Sigil Eligosa

Eligos – w tradycji okultystycznej, demon i książę piekła. Znany również pod imionami Abigor i Eligor. Pojawia się jako mężczyzna na koniu, trzymający włócznie lub berło. Zna wszystkie sekrety wojny i widzi przyszłość. Uczy przywódców jak zdobyć lojalność żołnierzy. Rozporządza 60 legionami duchów piekielnych. W Sztuce Goecji jest piętnastym, a w Pseudomonarchii Daemonum dwunastym duchem.

## Wdemonologii
By go przywołać i podporządkować potrzebna jest jego pieczęć, która według Sztuki Goecji powinna być zrobiona z miedzi.
Posiada wszelaką wiedzę na temat wojen i gromadzeniu żołnierzy. Dzięki jego pomocy można odnaleźć ukryte rzeczy. Może on również podzielić się wiedzą o przyszłości. Uważa się go za odpowiedzialnego miłości władców i ważnych osobistości.
Przedstawiany jest jako przystojny rycerz, który dzierży lancę, sztandar i węża. Nieraz posiada berło.

## W kulturze masowej
- Abigor pojawia się w filmie Ghost Rider, a gra go Mathew Wilkinson[2].
- Pojawia się jako Eligor w serialu Buffy: Postrach wampirów w części drugiej odcinka What's My Line w sezonie 2. Przywołuje go wampir Spike by przywrócił zdrowie Drusillii[3].
- Istnieje również zespół blackmetalowy Abigor.
- W grze fabularnej Dungeons & Dragons w dodatku Tome of Magic: Pact, Shadow, and True Name  Magic, można z nim  podpisać pakt w zamian za władzę, pojawia się tam pod imieniem Eligor. Jest przedstawiony jako rycerz w zbroi ujeżdżający pół-konia/pół-smoka z lancą w ręku[4].
- Pojawia się w grze Shin Megami Tensei III: Nocturne, przedstawiony jest jako rycerz w czerwonej zbroi z lancą w ręku[5].
- W grze Castlevania: Order of Ecclesia jest bossem. Przedstawiony jest jako duży, uzbrojony centaur[6].
- Eligor pojawia się na początku gry Final Fantasy VII[7].
- Pojawia się również jako Abigor w książce Umberta Eco Imię róży, powołuje się na niego Remigiusz z Varagine[8].